# 高田弘
高田 弘（たかだ ひろし、1934年〈昭和9年〉3月15日 - ）は、日本の作曲家・編曲家。愛知県出身、東京都在住。

## 概要
歌謡曲の編曲を中心に、アニメBGMなどの作曲も手がけており、1993年度のJASRAC賞では『魔法のプリンセス ミンキーモモBGM』で国際賞を受賞している。また、変名として高見弘、高田ひろし、ヒーロー・高田の名を持つ。長男は高田浩希。

## 作曲作品
- ビクター少年民謡会「ゴジラ音頭」[1]

## 主な編曲作品
- 愛川欽也「うつむいて歩こう」「ルンペン・ブルース」
- 麻丘めぐみ「芽ばえ」「悲しみよこんにちは」
- 浅田美代子「わたしの宵待草」「虹の架け橋」
- 浅野ゆう子「セクシー・バス・ストップ」「ブルー・ライト・ヨコハマ」
- いしだあゆみ「まるで飛べない小鳥のように」「生まれかわれるものならば」
- 石原詢子「夢落葉」 (「あなたにとまれ」カップリング曲)
- 石原裕次郎「勇者たち」
- 江利チエミ「酒場にて」
- 岡田奈々「そよ風と私」
- 尾崎紀世彦「二人では死ねない」「ララバイ」
- 柏原芳恵「あの場所から」
- 春日八郎「或る女」「花の同期生・古都・燃えろ夕陽・淋しくないかい」「さよなら宗谷」
- 具志堅用高「拳」
- 倉田まり子「カナリヤ」
- 桂銀淑「大阪暮色」「酔いどれて」
- 琴風豪規「まわり道」
- コスモス（今村恵子、大沢さやか）「モスラの歌」（『ゴジラvsモスラ』主題歌）[1]
- 近藤久美子「小さな抵抗」
- 西城秀樹「恋する季節」
- 堺正章「まごころ」「たそがれに別れを」
- 桜田淳子「天使も夢みる」「天使の初恋」「わたしの青い鳥」「夏にご用心」「もう一度だけふり向いて」
- ささきいさお「ウルトラマンの歌」「ぼくらのウルトラマン」「それゆけ ぼくらのファイターズ」「ファイターズ讃歌（『北海道日本ハムファイターズ』球団歌）」
- ジャッキー吉川とブルー・コメッツ「希望にみちた二人のために」「想い出の彼方に」
- スラップスティック「われらスラップスティック！」「シーサイド・ハネムーン」「渚に君を」「海辺のジュリエット」「少年時代（ボーイズライフ）」「青春とは何だ？」
- たいらいさお「銀河旋風ブライガー」「さすらいキッド」
- 高田みづえ「女ともだち」
- ちあきなおみ「喝采」「劇場」「夜間飛行」
- 千葉真一「野良犬のブルース」「白い月の浜辺」
- ドクター南雲&シルバーヘッドホーンとDJウルフマン・ベティー「ソウル若三杉」
- 富山敬「明日に......」（『ザ☆ウルトラマン』挿入歌）
- とんねるず「雨の西麻布」「人情岬」
- 野口五郎「青いリンゴ」「好きなんだけど」「悲しみの日曜日」「オレンジの雨」「グッド・ラック」
- 浜田朱里「春は四島（しま）から」
- フォーリーブス「見上げてごらん夜の星を」
- 藤圭子「愛の巡礼」「四月の花まつり」「恋のドライブ」「女の冬」
- 堀江美都子「ボルテスVのうた」「宇宙魔神ダイケンゴーの歌」「ダルタニアスの歌（『未来ロボ ダルタニアス』主題歌」
- マイナー・チューニング・バンド「ソウルこれっきりですか」（ヒーロー高田 名義）
- 松崎しげる「黄色い麦わら帽子」「おもいで」「地平を駈ける獅子を見た（『埼玉西武ライオンズ』球団歌）」
- 麻里圭子 with ハニー・ナイツ & ムーンドロップス「かえせ! 太陽を」（『ゴジラ対ヘドラ』主題歌）[1]
- 三橋美智也「鳴門海峡」「恋放浪」「弘前の女/柳川の女」「風の街」「瞼の中に故里が」「ヒミコふぃーばぁー/むーんさると和尚さん」「流しギターの独り言」
- 美空ひばり「昭和ひとり旅」
- 都はるみ「東京セレナーデ」
- 岸浩太郎「雨ふり美人」
- やしきたかじん「未練〜STILL〜」
- 由美かおる「あこがれ」

## テレビドラマ音楽
特記（※）以外は劇伴
- ケンちゃんシリーズ
  - すし屋のケンちゃん（1971 - 1972年）※主題歌の編曲
  - ケーキ屋ケンちゃん（1972 - 1973年）※主題歌の作編曲
  - おもちゃ屋ケンちゃん（1973 - 1974年）※主題歌・揷入歌の作編曲
- あの橋の畔で（1972年）※主題歌の編曲
- 時間ですよ（1973年）※一部主題歌の編曲
- ぼくは叔父さん（1973 - 1974年）※主題歌の編曲
- 愛あればこそ（1973年）※主題歌の編曲
- 水曜劇場・寺内貫太郎一家（1974年）※一部揷入歌の編曲
- 積木の箱（1975年）※主題歌の編曲
- 心の旅路（1975 - 1976年）※主題歌・揷入歌の編曲
- おはなちゃん繁昌記（1978 - 1979年）（佐々木勉との共作）
- かたぐるま（1979年）※主題歌・揷入歌の編曲
- 西部警察（1979 - 1984年）※一部揷入歌の編曲
- 87分署シリーズ・裸の街（1980年）※主題歌・揷入歌の編曲
- なさけ坂旅館（1980年）（三木たかしとの共作）

## アニメ音楽
特記（※）以外は劇伴
- 赤き血のイレブン（1970 - 1971年）※主題歌の編曲（高見弘 名義）
- 超電磁マシーン ボルテスV（1977 - 1978年）※主題歌の編曲
- 超スーパーカー ガッタイガー（1977 - 1978年）※主題歌の編曲
- 宇宙魔神ダイケンゴー（1978 - 1979年）※主題歌の編曲
- 未来ロボ ダルタニアス（1979 - 1980年）※主題歌の編曲
- ザ☆ウルトラマン（1979 - 1980年）※一部揷入歌の編曲
- 科学忍者隊ガッチャマンF（1979 - 1980年）※主題歌の編曲
- ふた子のモンチッチ（1980年）※主題歌の作編曲
- おじゃまんが山田くん（1980 - 1981年）※一部ED、揷入歌の編曲
- まんがことわざ事典（1980 - 1982年）（すぎやまこういちとの共作）
- Dr.スランプ アラレちゃん（1981 - 1986年）※一部揷入歌の編曲
- （人形劇）世界名作ものがたり（1981年）※主題歌の編曲
- 銀河旋風ブライガー（1981 - 1982年）※主題歌の編曲
- 魔法のプリンセス ミンキーモモ（1982 - 1983年）（高田ひろし 名義）
- トンデラハウスの大冒険（1982 - 1983年）（千代正行との共作）
- さすがの猿飛（1982 - 1984年）※一部揷入歌の編曲
- ベムベムハンターこてんぐテン丸（1983年）※主題歌の編曲
- オヨネコぶーにゃん（1984 - 1985年）※第1期OP、2期EDの編曲
- キャプテン翼（1984 - 1985年）※一部EDの編曲（高見弘 名義）
- メイプルタウン物語（1986 - 1987年）※一部揷入歌の編曲
- （OVA）デルパワーX 爆発みらくる元気!!（1986年）※主題歌・揷入歌の編曲
- トッポ・ジージョ（1988年）※主題歌の編曲
- ビリ犬（1988 - 1989年）※主題歌の編曲
- まんが日本昔ばなし（1989 - 1990年）※EDの編曲
- ジャングルブック・少年モーグリ（1989 - 1990年）※主題歌の編曲
- 無責任艦長タイラー（1993年）※イメージソングの一部歌の編曲

## 映画音楽
特記（※）以外は劇伴
- しあわせの一番星（1974年）
- 俺の血は他人の血（1974年）
- 伊豆の踊子（1974年）
- スプーン一杯の幸せ（1975年）
- 花の高2トリオ 初恋時代（1975年）※主題歌の編曲
- 絶唱
- どんぐりッ子（1976年）
- 風立ちぬ（1976年）
- お嫁にゆきます（1978年）
- トラック野郎・一番星北へ帰る（1978年）※一部揷入歌の編曲
- トラック野郎・故郷特急便（1979年）※揷入歌の編曲
- スクラップ ストーリー ある愛の物語（1984年）※主題歌の編曲

## その他
- （歌謡バラエティ番組）火曜歌謡ビッグマッチ（1973 - 1974年）※主題歌の編曲
- 北海道日本ハムファイターズの球団歌・公式応援歌「それゆけ ぼくらのファイターズ」「ファイターズ讃歌」の編曲（1977年）
- （トーク番組）エミ子の長いつきあい（1978年）※テーマ曲の編曲
- （ドキュメンタリー番組）世界のおかあさん（1978年）※テーマ曲の編曲
- 東京都目黒区区歌「めぐろ・みんなの歌」の編曲（1980年）
- 東京都世田谷区特別区歌「緑と風と翼」、せたがやの応援歌「がんばれ元気な世田谷っ子!」の編曲（1981年）

## 舞台音楽
- 第2回百恵ちゃんまつり 第1部『黒い天使 PART II』 / 第2部 ヒット・パレード『山口百恵と共に』 - 新宿コマ劇場
- 第3回百恵ちゃんまつり 第1部 ミュージカル『蜘蛛の里』 / 第2部  ヒット・パレード『山口百恵と共に』 - 新宿コマ劇場・梅田コマ劇場